# Gimpelalm
Die Gimpelalm ist der Stützpunkt der örtlichen Bergrettung und Bergwacht Nesselwängle in den Tannheimer Bergen im österreichischen Bundesland Tirol. Sie bietet außerdem der Agrargemeinschaft Heimweide Nesselwängle Unterkunft. Komplett in Eigenregie renoviert, wurde sie im Jahr 1985 wiedereröffnet. Bis in die 1990er Jahre befand sich neben der ehemaligen Sennhütte der Stall. Die Hütte ist nicht öffentlich zugänglich.

## Lage und Zugang
Die Hütte liegt auf 1.720 m inmitten der Tannheimer Berge: Rote Flüh, Hochwiesler, Gimpel, Zwerchwände, Klettergarten Sieben Zwerge und Kellenspitze. Sie ist in einer Gehzeit von etwa 70 Minuten von Nesselwängle aus erreichbar. 1,5 Stunden geht man von der Bergstation der Reuttener Seilbahnen (Hahnenkamm) aus. Sie liegt keine hundert Meter nördlich des Gimpelhauses.

## Nachbarhütten und Übergänge
- Otto-Mayr-Hütte ca. 3 Std.
- Bad Kissinger Hütte ca. 5 Std.
- Gimpelhaus ca. 2 min.
- Tannheimer Hütte ca. 15 min.
- Schneetalalm ca. 1,5 Std.

## Gipfel
- Kellenspitze bzw. Köllenspitze 2.240 m, ca. 2 Std.
- Rote Flüh 2.111 m, ca. 1,5 Std.
- Gimpel 2.176 m, ca. 2 Std. (nur für Geübte)
- Hochwiesler ca. 1 Std. (nur für Kletterer)
- Köllenschrofen ca. 2 Std. (nur für Kletterer)
- Babylonischer Turm ca. 2 Std. (nur für Kletterer)